# Mięśnie przedkręgowe
Mięśnie przedkręgowe (ang. prevertebral muscles, łac. musculi prevertebrales) – w anatomii człowieka trzy parzyste mięśnie zaliczane do grupy głębokiej mięśni szyi. Ich dolne przyczepy znajdują się na kręgach, górne zaś też na kręgach oraz na części podstawnej kości potylicznej.
Należą do nich:
- mięsień prosty przedni głowy (łac. musculus rectus capitis anterior),
- mięsień długi głowy (łac. musculus longus capitis),
- mięsień długi szyi (łac. musculus longus colli)[1][2].

Unaczynione są przez tętnicę tarczową dolną, tętnicę kręgową i tętnicę szyjną wstępującą, a unerwione przez włókna nerwów C1–C4 splotu szyjnego i C5–C6 splotu ramiennego.